# Calophyllum rufigemmatum
Calophyllum rufigemmatum là một loài thực vật có hoa trong họ Calophyllaceae. Loài này được Hend. & Wyatt-Sm. ex P.F.Stevens mô tả khoa học đầu tiên năm 1980.